# Allgemeiner Studierendenausschuss

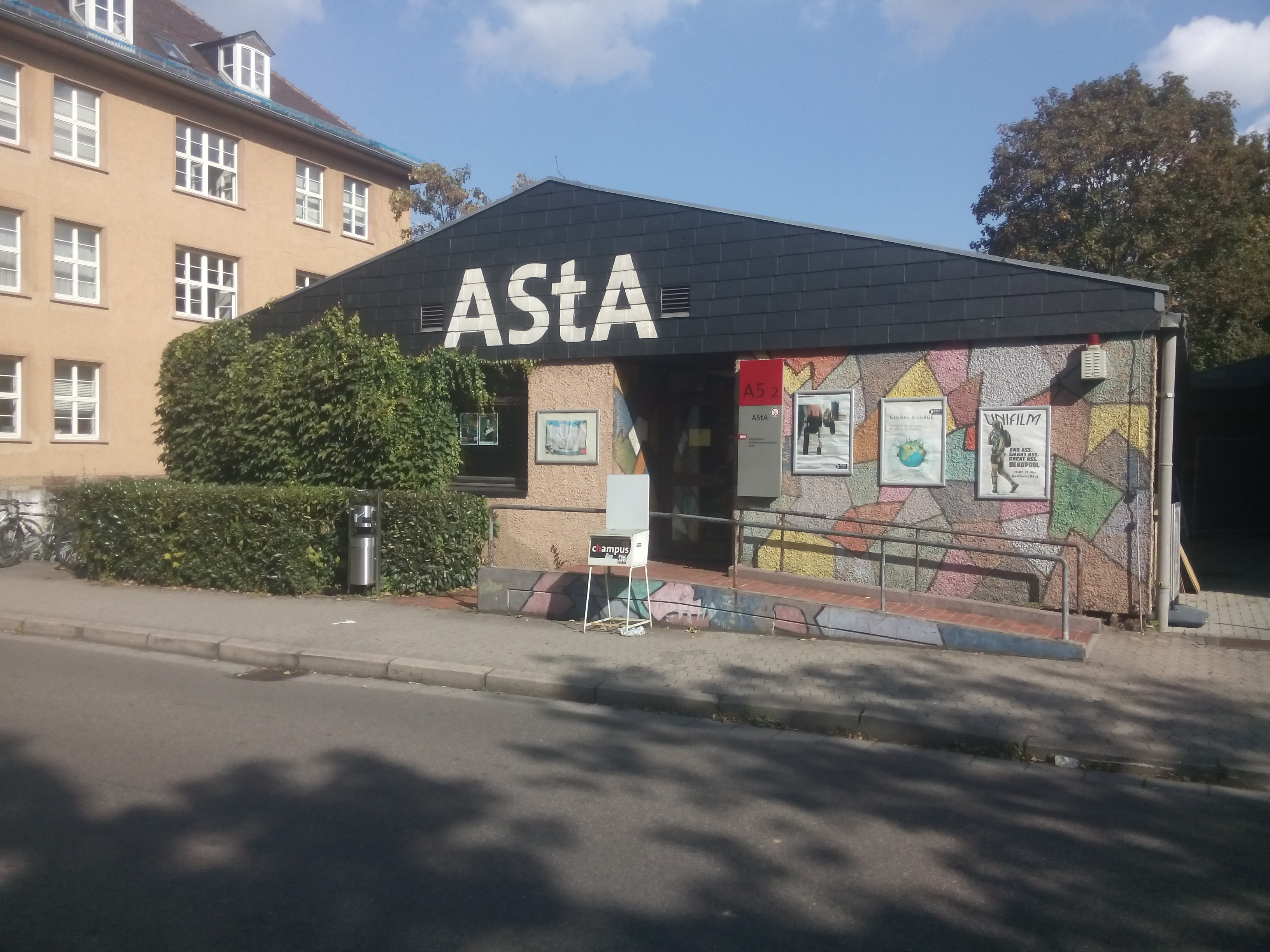
Sede de la AStA en la Universidad del Sarre

El Comité General de Estudiantes (en alemán: Allgemeiner Studierendenausschuss, abreviado AStA) es la junta directiva y la agencia externa que representa al cuerpo de estudiantes (constituido) en las universidades en la mayoría de los estados alemanes. Por tanto, es considerado el gobierno estudiantil y la organización representante de los estudiantes. El AStA cumple una función similar a la Asociación de Estudiantes de una universidad británica. 
Los comités suelen ser elegidos por el Parlamento estudiantil y constan de uno o varios presidentes, así como un conjunto de consultores de diferentes campos de estudio.
- Datos: Q2648959